# Formation d'Arén
La formation d'Arén, ou formation de Grès d'Arén (Aren Sandstone Formation en anglais), est une formation géologique située sur la commune d'Arén, comarque de la Ribagorce, province de Huesca, Aragon, dans le Nord de l'Espagne.
Cette formation se trouve dans la chaîne des Pyrénées, plus précisément près de la vallée de la rivière Noguera Ribagorzana. Les strates géologiques de cette formation remontent au Crétacé supérieur et ont la particularité d'avoir livré des restes fossiles de dinosaures.

## Dinosaures
On y a retrouvé des œufs de dinosaures, des traces de sauropodes, des restes de sauropodes, des traces de théropodes, des traces d'ornithopodes et un iguanodonte.
| Dinosaures de la formation d'Arén | Dinosaures de la formation d'Arén | Dinosaures de la formation d'Arén | Dinosaures de la formation d'Arén | Dinosaures de la formation d'Arén | Dinosaures de la formation d'Arén | Dinosaures de la formation d'Arén |
| Genre                             | Espèce                            | Stockage                          | Position stratigraphique          | Abondance                         | Notes                             | Images                            |
| --------------------------------- | --------------------------------- | --------------------------------- | --------------------------------- | --------------------------------- | --------------------------------- | --------------------------------- |
| Richardoestesia                   | Indéterminé                       | Province de Lérida                |                                   |                                   |                                   |                                   |
| Hypselosaurus                     | Indéterminé                       | Province de Lérida                |                                   |                                   | Reste de sauropode inconnu.       |                                   |
| Megalosaurus                      | Indéterminé                       | Basse-Autriche.                   |                                   |                                   | Restes de Théropode indéterminé.  |                                   |
| Orthomerus                        | Indéterminé                       | Province de Lérida                |                                   |                                   |                                   |                                   |
| Pararhabdodon                     | P. isonensis                      | Province de Lérida                |                                   |                                   |                                   |                                   |
| Rhabdodon                         | R. priscus                        | Province de Lérida                |                                   |                                   |                                   |                                   |
| Titanosaurus                      | T. indicus                        | Province de Lérida                |                                   |                                   | Restes de sauropode indéterminé.  |                                   |

## Tableau synthétique
Stratigraphie du bassin de Tremp:
| Période                                      | Séries    | Étage         | Âge (Ma)        | Paléo-carte                          | Bassin de Tremp             |
| -------------------------------------------- | --------- | ------------- | --------------- | ------------------------------------ | --------------------------- |
| Paléogène                                    | Éocène    | Yprésien      | 56.0 - 47.8     |                                      |                             |
| Paléogène                                    | Paléocène | Thanétien     | 59.2 - 56.0     | Formation de Tremp                   |                             |
| Paléogène                                    | Paléocène | Sélandien     | 61.6 - 59.2     | Formation de Tremp                   |                             |
| Paléogène                                    | Paléocène | Danien        | 66.0 - 61.6     | Formation de Tremp                   |                             |
| Crétacé                                      | Supérieur | Maastrichtien | 72.2 - 66.0     | Formation de Tremp, Formation d'Arén |                             |
| Crétacé                                      | Supérieur | Campanien     | 83.6 - 72.2     |                                      |                             |
| Crétacé                                      | Supérieur | Santonien     | 85.7 - 83.6     |                                      |                             |
| Crétacé                                      | Supérieur | Coniacien     | 89.8 - 85.7     |                                      |                             |
| Crétacé                                      | Supérieur | Turonien      | 93.9 - 89.8     |                                      |                             |
| Crétacé                                      | Supérieur | Cénomanien    | 100.5 - 93.9    | Marne de Sopeira                     |                             |
| Crétacé                                      | Inférieur | Albien        | 113.2 - 100.5   | Formation de Lluçà                   |                             |
| Crétacé                                      | Inférieur | Aptien        | 121.4 - 113.2   |                                      | Formation de Font Bordonera |
| Crétacé                                      | Inférieur | Barrémien     | 125.77 - 121.4  | Formation de la Pedrera de Rúbies    |                             |
| Crétacé                                      | Inférieur | Hauterivien   | 132.6 - 125.77  | Formation de la Pedrera de Rúbies    |                             |
| Crétacé                                      | Inférieur | Valanginien   | 137.05 - 125.77 | Formation de la Pedrera de Rúbies    |                             |
| Crétacé                                      | Inférieur | Berriasien    | 143.1 - 137.05  | Formation de la Pedrera de Rúbies    |                             |
| Jurassique                                   | Malm      | Tithonien     | 149.2 - 143.1   |                                      |                             |
| Subdivision des périodes selon l'UISG, 2018. |           |               |                 |                                      |                             |